# Elio Fox
Elio Prescott Fox (* 3. Juni 1986 in New York City, New York) ist ein professioneller US-amerikanischer Pokerspieler.
Fox hat sich mit Poker online über 20 Millionen US-Dollar sowie bei Live-Turnieren knapp 11,5 Millionen US-Dollar erspielt. Er gewann 2011 das Main Event der World Series of Poker Europe und ist insgesamt zweifacher Braceletgewinner der World Series of Poker.

## Persönliches
Fox ist seit seinem 15. Lebensjahr leidenschaftlicher Gerätetaucher. Er besuchte das Bard College in Red Hook und machte dort einen Abschluss in Wirtschaftswissenschaften. Der Amerikaner lebt in Manhattan.

## Pokerkarriere

### Werdegang
Fox spielt seit August 2007 online unter den Nicknames smokrokflock (PokerStars), smokrokbyflock (Full Tilt Poker), donzledurbru (partypoker) und turboking333 (UltimateBet). Darüber hinaus nutzt er bei GGPoker seinen echten Namen. Dabei hat der Amerikaner Turniergewinne von mehr als 20,5 Millionen US-Dollar aufzuweisen, womit er einer der erfolgreichsten Onlineturnierspieler ist. Den Großteil von über 13,5 Millionen US-Dollar erspielte er sich dabei im GGPoker Network. Im Jahr 2010 stand Fox kurzzeitig unter den Top 10 des PokerStake-Rankings, das die erfolgreichsten Online-Turnierspieler der Welt listet.
Seine erste Geldplatzierung bei einem Live-Turnier erzielte Fox im April 2010 in Uncasville. Im Juli 2011 gewann er den Bellagio Cup im Hotel Bellagio am Las Vegas Strip mit einer Siegprämie von rund 670.000 US-Dollar. Anfang September 2011 platzierte er sich beim Main Event der World Poker Tour in Paris in den Geldrängen und belegte Platz 31 für über 10.000 Euro Preisgeld. Rund einen Monat später, Mitte Oktober 2011, siegte der Amerikaner beim Main Event der World Series of Poker Europe in Cannes. Dafür setzte er sich gegen 592 andere Spieler durch und erhielt ein Bracelet sowie 1,4 Millionen Euro Preisgeld. Im Juni 2012 war Fox auch erstmals bei der Hauptturnierserie der World Series of Poker (WSOP) im Rio All-Suite Hotel and Casino am Las Vegas Strip erfolgreich und kam bei einem Turnier der Variante No Limit Hold’em ins Geld. Mitte April 2013 entschied er ein High-Roller-Turnier des Seminole Hard Rock Showdown in Hollywood für sich und erhielt eine Siegprämie von 90.000 US-Dollar. Im Juli 2015 kam der Amerikaner erstmals beim Main Event der WSOP-Hauptturnierserie ins Geld und schied am fünften Turniertag auf dem 163. Platz aus. Bei der WSOP 2018 gewann er das Super Turbo Bounty und damit sein zweites Bracelet sowie eine Siegprämie von knapp 400.000 US-Dollar. Einen Tag später spielte er das 100.000 US-Dollar teure High-Roller-Event der WSOP und erreichte erneut den Finaltisch. Dort belegte er hinter Nick Petrangelo den zweiten Platz für ein Preisgeld von knapp 1,8 Millionen US-Dollar. Im August 2018 gewann Fox das Super High Roller der Seminole Hard Rock Poker Open in Hollywood mit einer Siegprämie von 500.000 US-Dollar. Diesen Erfolg wiederholte er Mitte April 2019 beim Seminole Hard Rock Poker Showdown und erhielt 440.000 US-Dollar. Anfang September 2019 setzte sich der Amerikaner bei einem Turnier der European Poker Tour in Barcelona durch und sicherte sich eine Siegprämie von über 430.000 Euro. Im November 2019 erreichte er bei drei Turnieren der Poker Masters im Aria Resort & Casino am Las Vegas Strip die Geldränge und erspielte sich Preisgelder von mehr als 420.000 US-Dollar. Im Oktober 2021 durchbrach er die Marke von 10 Millionen US-Dollar an kumulierten Live-Turnierpreisgeldern.

### Braceletübersicht
Fox kam bei der WSOP 46-mal ins Geld und gewann zwei Bracelets:
| Jahr   | Buy-in   | Turnier                             | Teilnehmer | Preisgeld   |
| ------ | -------- | ----------------------------------- | ---------- | ----------- |
| 2011 E | 10.400 € | WSOP Europe Main Event              | 593        | 1.400.000 € |
| 2018 E | 10.000 $ | No-Limit Hold’em Super Turbo Bounty | 243        | 0.393.693 $ |

### Preisgeldübersicht
| Jahr   | Preisgeld (in $) | Turniersiege |
| ------ | ---------------- | ------------ |
| 2010   | 23.000           | 0            |
| 2011   | 2.669.311        | 3            |
| 2012   | 194.300          | 0            |
| 2013   | 198.269          | 1            |
| 2014   | 72.649           | 0            |
| 2015   | 49.773           | 0            |
| 2016   | 86.748           | 0            |
| 2017   | 54.046           | 0            |
| 2018   | 4.277.915        | 5            |
| 2019   | 2.162.190        | 2            |
| 2020   | 23.946           | 0            |
| 2021   | 669.795          | 1            |
| 2022   | 715.712          | 0            |
| 2023   | 159.000          | 0            |
| gesamt | 11.356.654       | 12           |